# Erzurum
Erzurum (armenisch Էրզրում Ersrum, Կարին Karin oder Արծն Arzen, kurdisch Erzîrom/Erzirom) ist mit etwa 749.993 Einwohnern die größte Stadt Ostanatoliens und Hauptstadt der gleichnamigen Provinz Erzurum im Osten der Türkei. Erzurum ist eine Büyükşehir Belediyesi (Großstadtgemeinde) und seit der letzten Gebietsreform einwohner- und flächenmäßig identisch mit der Provinz.
In der modern geplanten Stadt mit breiten Durchgangsstraßen sind mehrere bedeutende Bauwerke aus der seldschukischen und osmanischen Zeit erhalten, die überwiegend zwischen dem 12. und 18. Jahrhundert entstanden. Dazu zählen Medresen, Moscheen, Grabbauten (Türben) und eine Zitadelle auf dem Altstadthügel.
Fünf Kilometer südlich der Stadt befindet sich am Hang des Palandöken Dağı eines der beliebtesten Skigebiete des Landes.

## Geographie
Erzurum liegt 1300 Kilometer östlich von Istanbul in 1950 Metern Höhe auf einem weiten Hochplateau, das in den Euphrat entwässert und den südöstlichen Rand der Aşkale-Ebene bildet. Wenige Kilometer östlich grenzt ein Deveboynu („Kamelhals“) genannter Hügelzug das Stadtgebiet von der Pasinler-Ebene ab. Die umgebenden Hügel sind dünn besiedeltes Weideland, in den Ebenen wird großflächig Getreide angebaut. Die Bergkette der Palandöken Dağları im Süden von Erzurum erreicht mit mehreren Gipfeln über 3100 Meter Höhe, der höchste Gipfel des im Norden die Ebene begrenzenden Gebirges ist der Dumlu Dağı mit 3169 Meter. Hier entspringt der Karasu, einer der beiden Quellflüsse des Euphrat.
Die E 80 führt von Erzincan, 190 Kilometer westlich, über Erzurum nach Ağrı, 175 Kilometer östlich. Nach Süden zweigt eine Straße über einen 2380 Meter hohen Pass in den Palandöken-Bergen bis Bingöl ab, eine weitere Straße nach Norden verläuft ab der Kleinstadt Tortum im Tal des Çoruh entlang Richtung Artvin. Der Flughafen Erzurum liegt elf Kilometer nordwestlich.
Im Mittelalter und im Osmanischen Reich war Erzurum ein bedeutendes Handelszentrum am Knotenpunkt mehrerer Fernwege. Über Aşkale und Bayburt war die Stadt über eine dem Verlauf der heutigen E 97 entsprechende Handelsroute mit Trabzon am Schwarzen Meer verbunden. Die Händler zogen nach Osten über Kars oder Ağrı weiter nach Persien, andere machten einen Bogen nach Südosten über den Vansee und von dort ebenfalls weiter nach Persien. Bei der Standardroute über Erzurum nach Westen überquerten sie auf der Kötür-Brücke bei Tercan den Karasu.

### Klima
Das Klima ist kontinental mit von Juni bis September heißen trockenen Sommern und langen niederschlagsreichen Wintern, in denen die Temperatur unter minus 35 °C fallen kann. Für die Normalperiode 1991–2020 beträgt die Jahresmitteltemperatur 5,4 °C, wobei im Januar mit −10,2 °C die kältesten und im Juli mit 19,5 °C die wärmsten Monatsmitteltemperaturen gemessen werden.
|                        | Jan   | Feb   | Mär   | Apr   | Mai   | Jun   | Jul  | Aug  | Sep  | Okt   | Nov  | Dez   |   |       |
| Mittl. Temperatur (°C) | −10,2 | −8,8  | −1,9  | 5,5   | 10,5  | 14,8  | 19,1 | 19,5 | 14,3 | 8,1   | 0,2  | −7,1  | ⌀ | 5,4   |
| Mittl. Tagesmax. (°C)  | −4,0  | −2,4  | 3,9   | 12,1  | 17,6  | 22,9  | 27,7 | 28,5 | 23,7 | 16,4  | 7,3  | −1,2  | ⌀ | 12,8  |
| Mittl. Tagesmin. (°C)  | −15,9 | −14,7 | −7,5  | −0,7  | 3,4   | 6,1   | 9,9  | 10,0 | 4,4  | 0,3   | −6,0 | −12,4 | ⌀ | −1,9  |
|                        |       |       |       |       |       |       |      |      |      |       |      |       |   |       |
| Niederschlag (mm)      | 16,2  | 19,4  | 34,9  | 56,2  | 72,4  | 42,1  | 21,9 | 16,5 | 22,7 | 46,8  | 25,6 | 21,3  | Σ | 396   |
|                        |       |       |       |       |       |       |      |      |      |       |      |       |   |       |
| Sonnenstunden (h/d)    | 3,5   | 4,3   | 5,0   | 6,1   | 7,6   | 10,0  | 10,7 | 10,2 | 8,4  | 6,5   | 4,8  | 2,9   | ⌀ | 6,7   |
|                        |       |       |       |       |       |       |      |      |      |       |      |       |   |       |
| Regentage (d)          | 9,90  | 9,80  | 12,27 | 16,93 | 19,27 | 12,63 | 8,43 | 7,90 | 6,90 | 10,80 | 8,50 | 9,97  | Σ | 133,3 |

| −15,9 |

| −14,7 |

| −7,5 |

| −0,7 |

| 3,4 |

| 6,1 |

| 9,9 |

| 10,0 |

| 4,4 |

| 0,3 |

| −6,0 |

| −12,4 |

| −15,9 |

| −14,7 |

| −7,5 |

| −0,7 |

| 3,4 |

| 6,1 |

| 9,9 |

| 10,0 |

| 4,4 |

| 0,3 |

| −6,0 |

| −12,4 |

## Geschichte
Die Umgebung von Erzurum gehörte in urartäischer Zeit vermutlich zu Diaueḫe. Eine erste Siedlung mit dem armenischen Namen Karin an der heutigen Stelle ist seit der Zeit der Artaxiden belegt. Am Anfang des 5. Jahrhunderts bauten die Byzantiner unter Kaiser Theodosius II. die Stadt zu einer Festung aus und nannten sie Theodosiopolis. Der Deveboynu-Hügel unmittelbar östlich der Stadt bildete die Grenze zum Gebiet Persarmenien, die Pasinler-Ebene jenseits des flachen Hügels wurde von den Sassaniden kontrolliert. Mit deren Angriffen war am ehesten an diesem Talübergang zu rechnen. Tatsächlich belagerten Theodosiopolis während des persisch-römischen Krieges in den Jahren 421 bis 422 Truppen des Sassanidenkönigs Bahram V. Die Stadt ging im Jahr 502 für kurze Zeit an die Perser verloren, wurde jedoch wieder zurückerobert.
Theodosiopolis war Sitz eines Bischofs. Das Bistum wurde zum katholischen Titularbistum Theodosiopolis in Armenia und gehörte der Provinz Armenia III an, die auch als Theodosiapolitanus in Cappadocia bezeichnet wird. Seit 1964 ist es nicht mehr besetzt. Die Stadt kam im Zuge der arabischen Expansion von 655 bis 751 unter umayyadische Herrschaft, während die westlich gelegene armenische Stadt Yerznka (heute Erzincan) 680 Sitz eines Bischofs war. Mitte des 8. Jahrhunderts gelangte Theodosiopolis zeitweilig in byzantinische Hand und wurde 771/772 bei einem Aufstand armenischer Herrscherfamilien (Nacharar) beinahe erobert. Danach war die Stadt wieder ein arabischer Militärposten, den 947 nochmals die Byzantiner eroberten. Diese gründeten in der Ebene von Erzurum die unbefestigte Stadt Artsn, in die einige Einwohner von Erzurum umsiedelten. Zwischen beiden Städten bestanden Handelsbeziehungen. 979 übergaben die Byzantiner das Gebiet um Erzurum an den georgischen Herrscher David III. Mit dessen Tod im Jahr 1000 kam es wieder zu den Byzantinern zurück.
In arabischen Quellen wurde Erzurum Qālīqalā oder Qālī genannt, nach dem antiken Qarin (auch armenisch Qarnoi Qalak). Die Seldschuken nannten sie Arzan al-Rûm, Arzan-i Rûm oder Arz-i Rûm. Die Stadt Artsn (Arzan) wurde durch den Einfall der Seldschuken zerstört. Rûm ist von den Rhomäern abgeleitet.

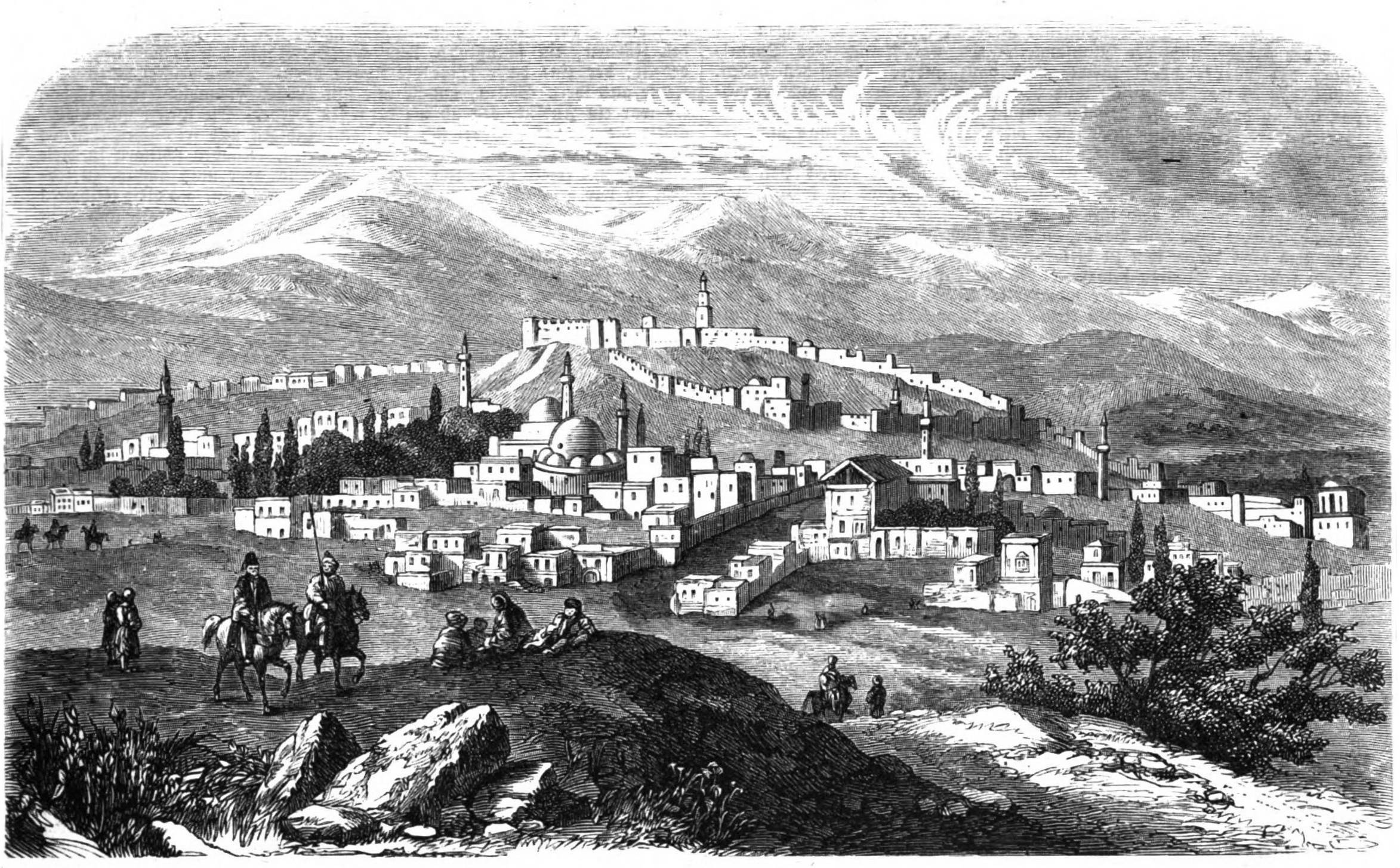
Erzurum, 1856

Erzurum entwickelte sich unter byzantinischer und seldschukischer Herrschaft bis zum 15. Jahrhundert zu einer wichtigen Handelsstation. Die Stadt war Zentrum der Saltukiden von 1071 bis 1202 und wurde 1230 von den Seldschuken eingenommen. Die Eroberungszüge der Mongolen Mitte des 13. Jahrhunderts, bei denen sie die Stadt 1242/43 einnahmen, führten zu einem wirtschaftlichen Niedergang; bis zur Fertigstellung der Yakutiye Medresesi 1310 gibt es keine Hinweise auf eine nennenswerte Bautätigkeit. 1402 war Erzurum Ausgangspunkt für den Angriff Timurs gegen das osmanische Heer unter Sultan Bayezid I. Im Jahr 1520 wurde die Stadt in das Osmanische Reich eingegliedert und erhielt ihren heutigen Namen.

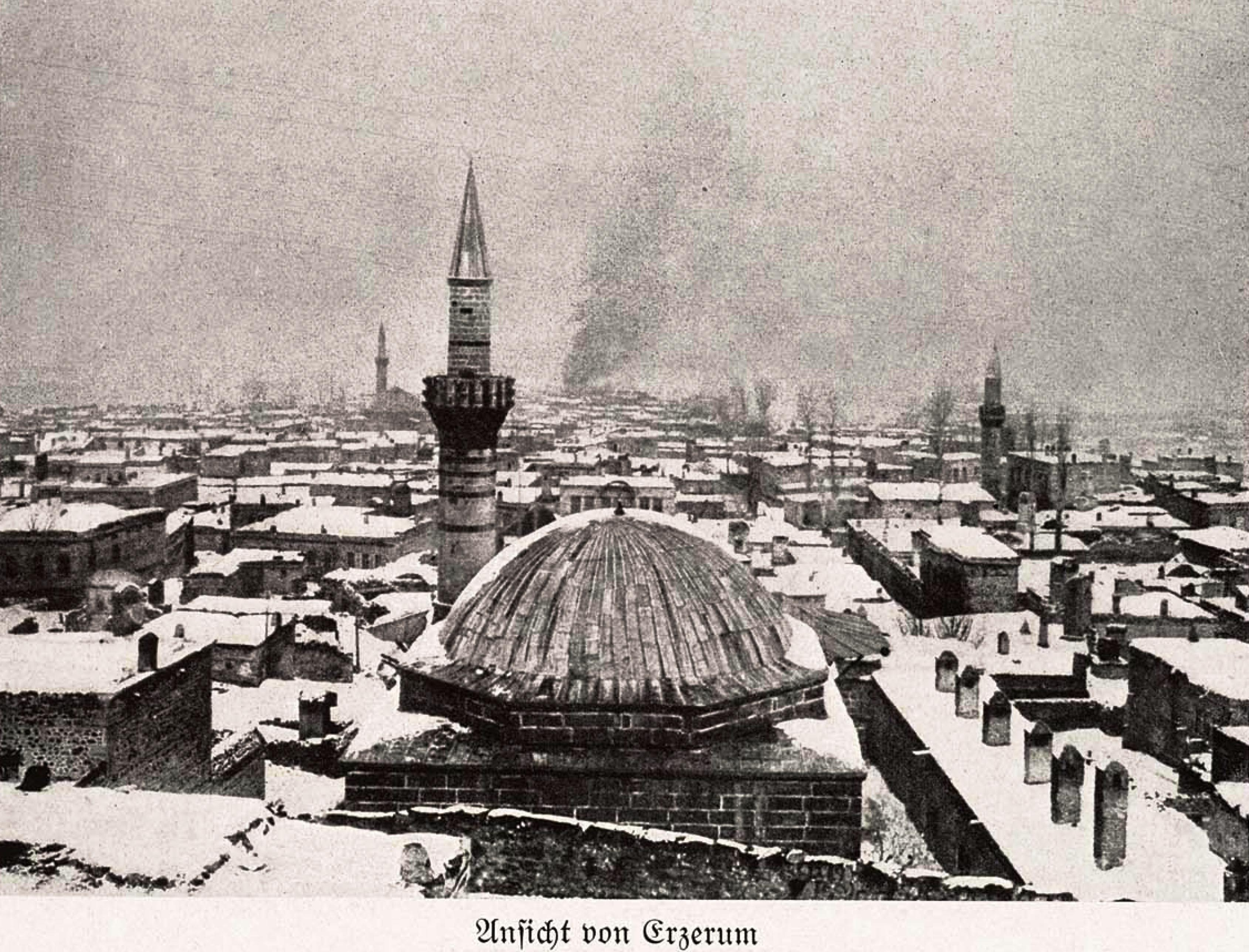
Erzurum gegen Ende des Ersten Weltkrieges

Obwohl Erzurum in osmanischer Zeit ein bedeutendes Militärlager war, reichten die Wohnsiedlungen im Osten, Süden und Westen weit über das ummauerte Stadtgebiet hinaus, und die meisten muslimischen Grabbauten (türkisch kümbet, von persisch gonbad) wurden außerhalb errichtet. Vor allem Armenier lebten in den Außengebieten, da sie allmählich aus der Innenstadt verdrängt wurden. Die befestigte Stadt war das Wohngebiet der angesehenen muslimischen Familien. Erzurum war Hauptstadt eines Eyâlet, das mit der Verwaltungsreform Ende des 19. Jahrhunderts durch das Vilâyet Erzurum abgelöst wurde.
Im 19. Jahrhundert besetzten mehrfach russische Truppen Erzurum. Vermutlich haben sie die Çifte Minare Medresesi beim russisch-osmanischen Krieg von 1828/29 so schwer beschädigt, dass die seit mindestens Anfang des 17. Jahrhunderts dort bestehende Kanonengießerei um 1837 in die Yakutiye Medresesi ins Stadtzentrum verlagert werden musste. 1829 unternahm der russische Dichter Alexander Puschkin auf eigene Faust eine Reise nach Erzurum zur kämpfenden russischen Armee. Er berichtete darüber in seinem 1836 erschienenen Tagebuch Die Reise nach Arzrum während des Feldzugs des Jahres 1829. 1830 zogen sich die russischen Truppen aus dem Distrikt zurück, viele Armenier aus der Stadt und den umliegenden Dörfern wurden gezwungen, mit ihnen zu gehen. Während des Krieges von 1877/78 eroberten russische Truppen im Februar 1878 erneut die Stadt, zum Schaden für die historische Bausubstanz.
1838 wurde als armenisch-apostolischer Bischofssitz eine Muttergotteskirche (Surb Astvatsatsin) erbaut. Das 1881 gegründete armenische Sanasarian College diente bis zu seinem Umzug nach Sivas 1912 vor allem der Lehrerausbildung. Vor dem Genozid im Jahr 1915 machten Armenier einen großen Teil der Stadtbevölkerung aus. Am 14. Juni 1915 begann die Deportation der Armenier aus Erzurum. In der Schlacht von Erzurum besiegte im Februar 1916 die russische Armee die in der Stadt verschanzten osmanischen Truppen.
Vom 27. Juli bis zum 7. August 1919 fand unter der Leitung von Atatürk in Erzurum der erste türkische Nationalkongress statt, der eine wichtige Rolle für die Republikgründung 1923 spielte. Nach dem Zweiten Weltkrieg gewann Erzurum seine wirtschaftliche Rolle vor allem durch den Handel mit dem Iran und als große Garnisonsstadt zurück.
Bei einem Erdbeben 1964 wurde die Große Moschee beschädigt. Auch 1983 wurde Erzurum von einem Beben erschüttert.

## Stadtbild
Die Provinzhauptstadt ist eines der kulturellen Zentren im Osten der Türkei und Sitz der Atatürk-Universität (Atatürk Üniversitesi). Die historischen Sehenswürdigkeiten, guten Einkaufsmöglichkeiten (Teppiche sowie Schmuck aus sogenanntem schwarzen Bernstein, oltu taşı) und das Wintersportgebiet Palandöken machen Erzurum zu einem Touristenzentrum. 2010 wurden die fünf Sprungschanzen des Kiremitliktepe fertiggestellt. Vom 27. Januar bis zum 6. Februar 2011 fand dort die Winter-Universiade statt.
Im Osten, nahe der osmanischen Stadtmauer von 1535, überragt der Burghügel das kleine Altstadtviertel mit verwinkelten Gassen und einfachen Wohnhäusern, die jedoch mehr und mehr verfallen. Südlich der Burg liegen in geringer Entfernung zueinander die Çifte Minare Medresesi, die Große Moschee, und etwas weiter südlich einen Hügel hinauf außerhalb der alten Stadtmauer drei Türben, türkisch Üç Kümbetler. Hauptgeschäftsstraße ist die vom heute verschwundenen Stadttor (Tabriz kapı) von Ost nach West verlaufende Cumhuriyet Caddesi. An sie reihen sich mehrere Moscheen bis zur Yakutiye Medresesi am zentralen Platz. Von hier sind es zwei Kilometer bis zum großen Busbahnhof am westlichen Stadtrand. Der Zugbahnhof befindet sich etwa einen Kilometer nordwestlich des Zentrums.

### Çifte-Minare-Medrese

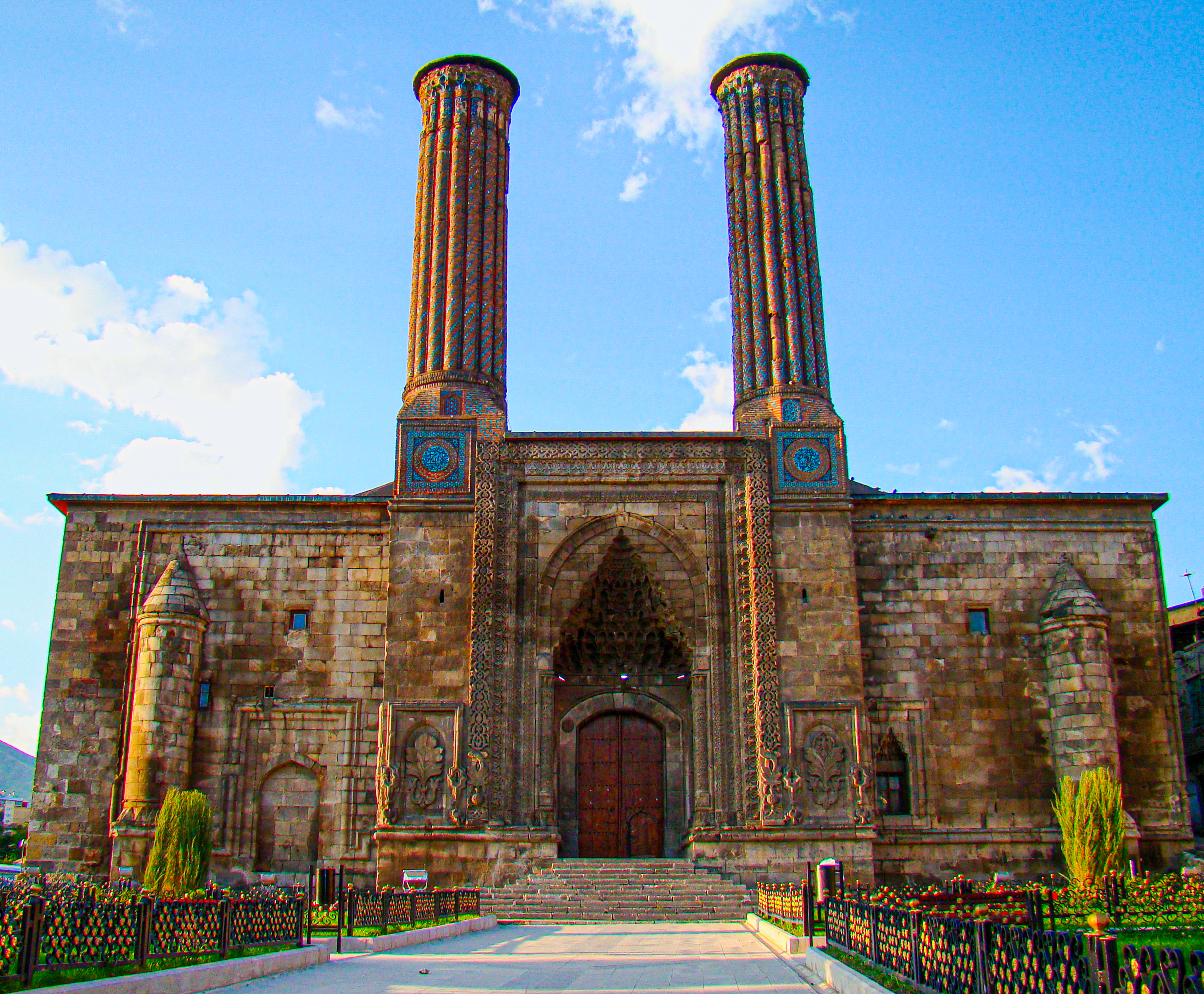
Çifte-Minare-Medrese

Die „Doppelminarett-Medrese“ (Çifte Minare Medresesi), auch Çifte Minareli oder „Medrese der Frau/Prinzessin“ (Hatuniye Medresesi) wurde um 1260 oder um 1270 erbaut oder restauriert. J. M. Rogers datiert die Grundsteinlegung auf 1230, kurz nach Baubeginn der Divriği-Moschee in der gleichnamigen Stadt, die ähnliche Gestaltungselemente im Innern aufweist. 1242 kamen mit dem Mongoleneinfall die Baumaßnahmen in Erzurum insgesamt zum Erliegen. Um 1270 könnte das Gebäude restauriert worden sein. Die Çifte Minare Medresesi grenzte mit ihrer Ostseite an die ehemalige Stadtmauer. Ein Vergleich der Gestaltungselemente zeigt, dass die Çifte Minare Medresesi als Vorbild für die 1271 fertiggestellte Gök Medresesi in Sivas gedient haben muss. Bis etwa Ende des 16. Jahrhunderts wurde das Gebäude bestimmungsgemäß als religiöse Bildungsstätte genutzt, in den 1640er Jahren diente es als Kanonengießerei, im 19. Jahrhundert nur noch als Lager. Ende des 19. Jahrhunderts scheint es nicht mehr benutzt worden zu sein, heute ist das restaurierte Gebäude als Museum zu besichtigen.
Der rechteckige Vier-Iwan-Bau im persischen Stil besitzt eine hervorgehobene Eingangsfassade mit einem hohen Portal in der Mitte, dessen Gewölbe von einer spitz aufragenden Muqarnas-Nische gebildet wird, und im Innern eine zweigeschossige Raumfolge um einen zentralen Hof. Das Portal der im Stadtwappen symbolisierten Eingangsfassade an der Nordseite wird durch einen mehrfach abgestuften, rechteckigen Ornamentrahmen betont und seitlich von zwei schlanken runden Minaretten überragt. Die im Wandbereich rechteckig aus der Steinfassade vortretenden Minarettunterbauten gehen an der Dachtraufe in Ziegeltürme mit halbrund nach außen gewölbten Kanneluren über. Oberhalb des Sockels ist an der Frontseite der Minarettbasen jeweils in einer Rundbogennische ein gleichartiges Relief herausgearbeitet, das zu den bemerkenswertesten der islamischen Baukunst dieser Zeit gehört. Rechts vom Eingang ist das Motiv vollständig erhalten, das Relief auf der linken Seite blieb im oberen Bereich unvollendet. Zu sehen ist ein Lebensbaum, der aus einer wie eine Mondsichel gestalteten Vase emporragt. Die Vase wird von zwei Unterweltsdrachen getragen, die ihre Rachen zu beiden Seiten nach oben aufsperren. Die Zweige tragen Granatäpfel, die für Glück und Lebenskraft stehen und bis heute in der Liebeslyrik besungen werden. Die Vögel in den Zweigen blicken zur Außenwelt, sie sind die Seelen der noch ungeborenen Menschen. In der Baumkrone sitzt ein zweiköpfiger Adler, der in der zeitgenössischen Literatur als „Bote des Himmelsgottes“ und „Nächster seinem Thron“ auftaucht. Das gesamte Motiv stammt aus vorislamischer Zeit und geht auf tengriistische Vorstellungen der alten Türken zurück.
Der zentrale rechteckige Innenhof erweitert sich an drei Seiten zu Iwanen in zweigeschossiger Höhe, an der nördlichen Schmalseite befindet sich die tonnenüberwölbte Eingangshalle. Das gesamte Gebäude misst an den Außenseiten 35 × 48 Meter, demgegenüber wirkt der Innenhof mit 26,1 × 12,2 Metern relativ klein. Die dem Eingang gegenüberliegende Südseite wird von einem tiefen, tunnelartigen Iwan gebildet, von dem Treppen in den Gebetsraum der kreisrunden, vermutlich Ende des 13. Jahrhunderts errichteten Hatuniye Türbesi hinaufführen. Der Grabbau wurde für die mongolische Prinzessin Padişah Hatun, die Stifterin der Medrese errichtet.

### Yakutiye-Medrese

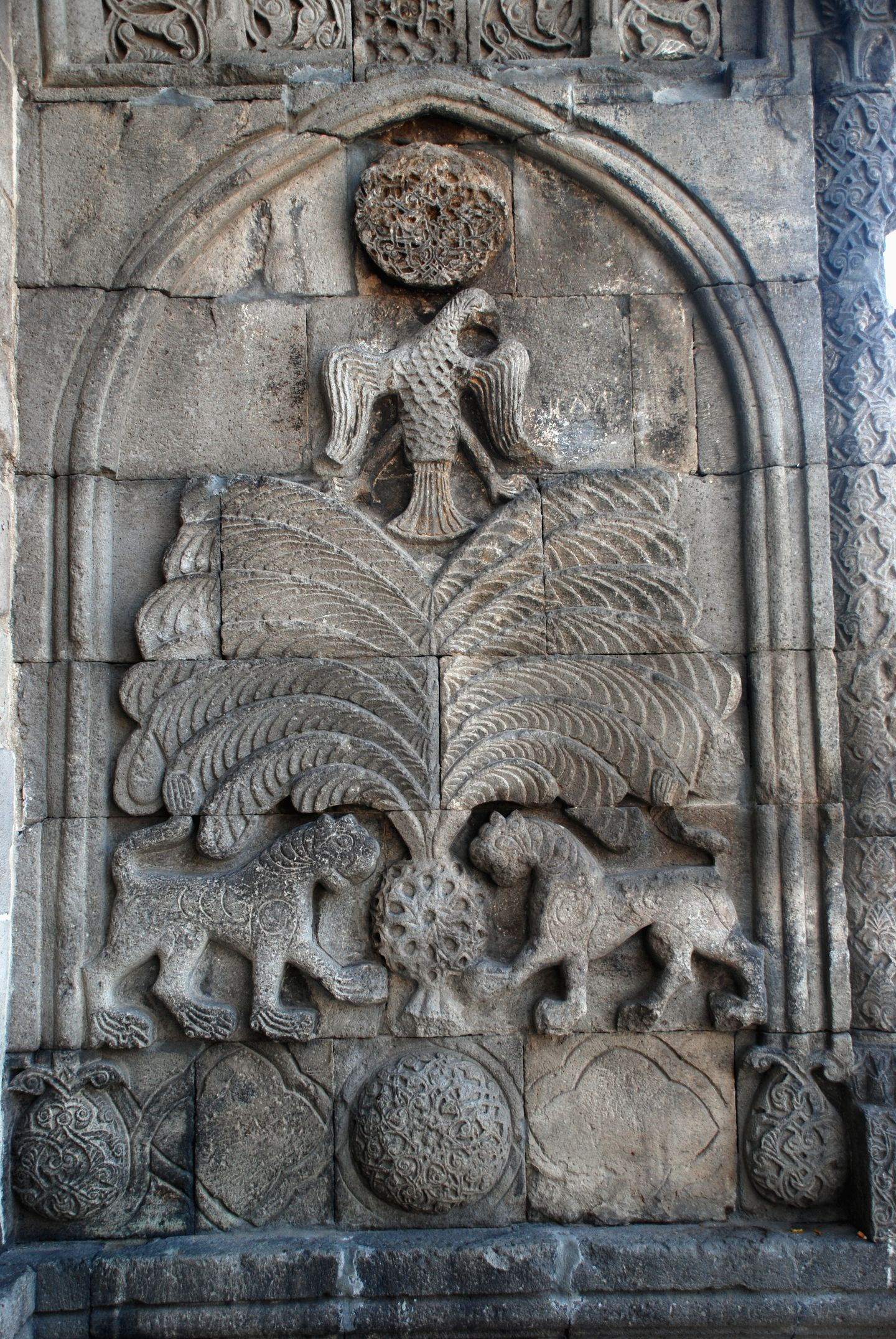
Yakutiye-Medrese - Lebensbaummotiv links vom Portal

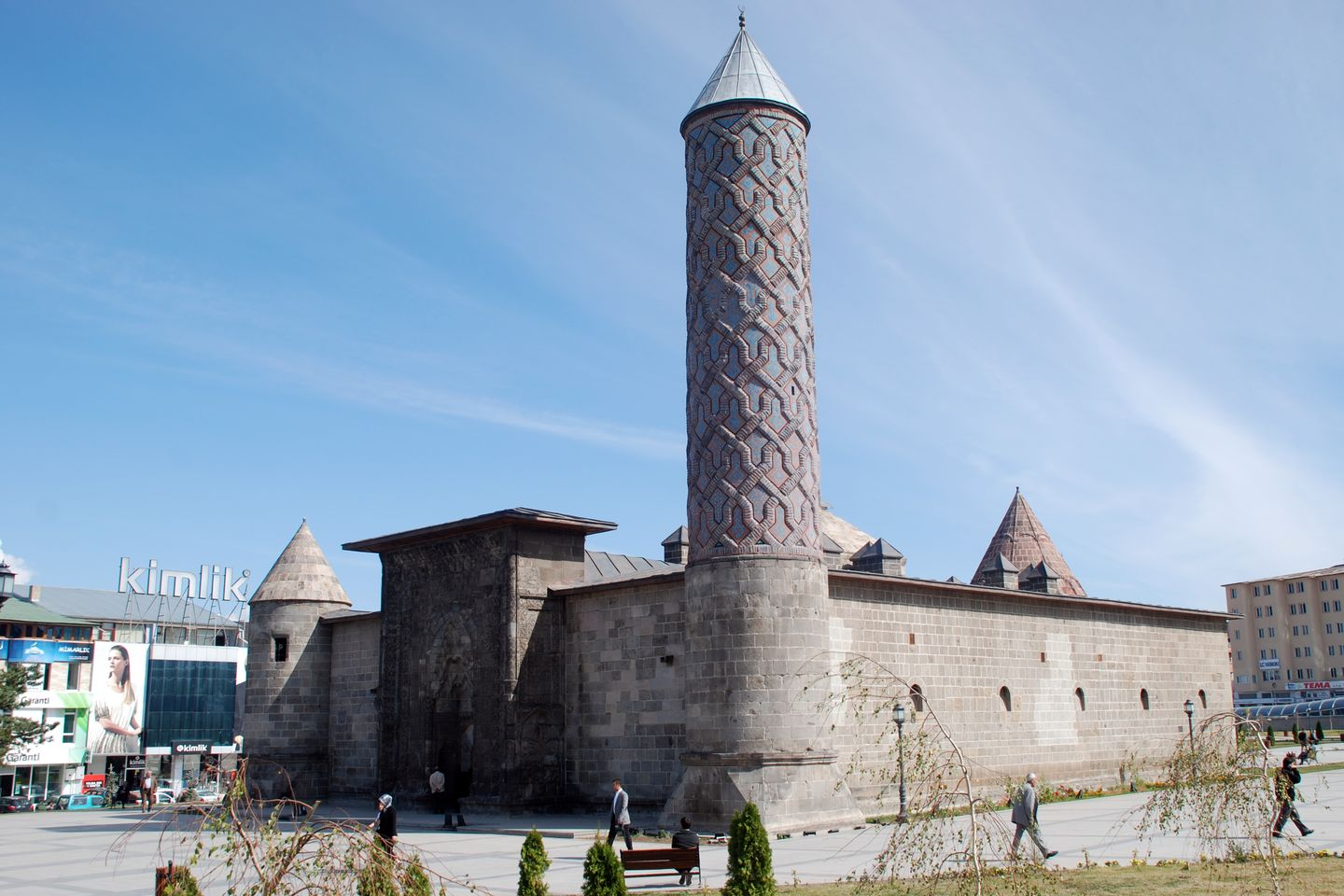
Yakutiye-Medrese – Westseite mit Portal

Die Yakutiye Medresesi liegt etwa 400 Meter westlich der Çifte-Minare-Medrese an der Cumhuriyet Caddesi. Die Religionsschule wurde 1310 in der mongolischen Zeit als einfachere Nachbildung der Çifte Minare Medresesi erbaut. Auftraggeber war Khwadja Yakut, der Distriktsgouverneur von Erzurum und Bayburt während der Regierungszeit des Ilchane-Herrschers Öldscheitü (reg. 1304–1316). Das Gebäude dient heute als Museum für Türkisch-Islamische Kunst und Ethnographie (Türk-İslam Eserleri ve Etnoğrafya Müzesi). Den Mittelpunkt bildet ein rechteckiger überdachter Innenhof, der durch ein Portal an der Westseite betreten wird.
Der Portalvorbau tritt als Block aus der ansonsten schmucklosen Westfassade hervor. Seine drei Seiten sind mit Ornamenten verziert, die Gestaltung ist jedoch weniger plastisch als bei der Çifte Minare Medresesi. An beiden Seiten ist im unteren Bereich wieder ein Lebensbaummotiv abgebildet. Die als rundes Medaillon gestaltete Vase wird von zwei Löwen umrahmt, die sich mit einer erhobenen Pfote anblicken. Über dem fächerförmigen Lebensbaum thront ein Doppelkopfadler, dessen zweiter Kopf abgeschlagen wurde (das Relief an der rechten Seite ist in schlechterem Zustand). Von den beiden Minaretten an den Außenecken der Eingangsfassade ist nur noch das südliche erhalten.
Das Dach im zentralen Innenraum wird von einer zeltartigen, aus Muqarnas zusammengesetzten Kuppel gebildet, die auf vier Pfeilern ruht. Diagonal zwischen den Pfeilern spannen sich Rippenbögen. Die beiden Iwane an den Längswänden stehen sich auf beiden Seiten des Kuppelraums gegenüber, seitlich umgeben von einer Reihe ähnlich großer geschlossener Räume. An den großen Iwan der Ostseite grenzt außen eine achteckige Türbe aus derselben Bauzeit an. Das obere Stockwerk der Türbe ist über einen Raum in der Nordostecke der Medrese und durch einen nördlichen Anbau der Türbe erreichbar. Die große Eingangstür an der Ostfassade zu diesem Raum wurde eingebaut, bevor das Gebäude ab etwa 1837 als Kanonengießerei diente, weil das Hauptportal für die Transportkarren zu schmal geworden war.

### Üç Kümbetler
Die drei Türben stehen in einem Park beieinander. Besonders eindrucksvoll und in ihrer Form einzigartig ist die Emir Saltuk Türbesi für den Namensgeber der Saltukiden. Saltuk I. regierte von etwa 1080 bis 1102. Das Gebäude wirkt mit seiner oktogonalen Fassade, die sich über einer Giebeldachkante als Rundturm fortsetzt, uneinheitlich und wie in verschiedenen Bauphasen zusammengesetzt. Die Türbe dürfte in ihrer groben Form aus der Mitte oder dem Ende des 14. Jahrhunderts stammen. Einige Stilelemente verweisen auf die georgische und armenische Kirchenarchitektur. Die Steinquader in mehreren Farbabstufungen zwischen rotbraun, grau und weiß bilden einen bunten Flickenteppich. In den Seitenmitten des unteren Baukörpers stehen von Halbsäulen geteilte Doppelfenster mit Rundbögen, von denen jedes zweite als geschlossenes Blindfenster ausgeführt wurde. Ein Wulstrahmen umzieht die Fenster und läuft von deren Unterkante waagrecht über alle Wandseiten.
Innen sind in den oberen muschelförmigen Wandnischen einige Figuren des turko-chinesischen Tierkreises dargestellt: rechts vom Eingang Drachen mit verschlungenen Schwänzen, weiter gegen den Uhrzeigersinn folgen an dritter Position Adler, dann vermutlich Hase, Rind mit Menschenkopf zwischen den Hörnern, zweimal Pflanzenmotive und zweimal Fabelwesen mit Adlerkopf auf dem Rumpf eines Löwen.
Daneben steht ein zwölfseitiger Grabbau mit Kegeldach auf einer quadratischen Basis, der auf Ende 13. oder Anfang 14. Jahrhundert datiert wird. Die Seiten sind durch Blendbögen und Doppelsäulen voneinander getrennt. Eine weitere Türbe mit kreisförmiger Grundform ohne Krypta stammt vermutlich aus der ersten Hälfte des 14. Jahrhunderts. Über die Muqarnas-Nische der Tür an der Nordseite zieht sich ein einfacher Blendbogen.

### Zitadelle

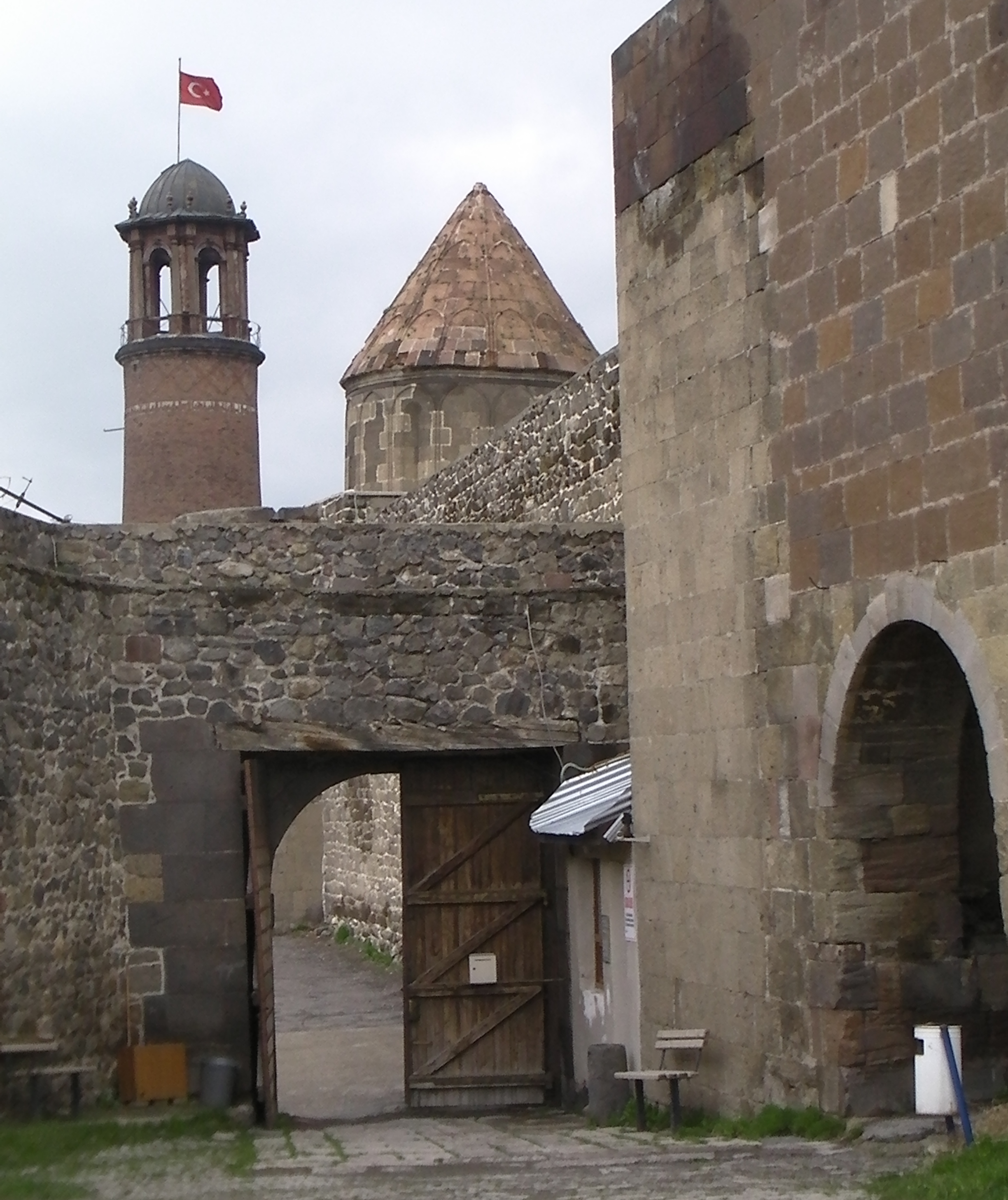
Uhrturm und Kegeldach der Moschee von außerhalb der Zitadellenmauer

Der erste Bau der Zitadelle (kale) wurde vom byzantinischen Kaiser Theodosius II. (reg. 408–450) veranlasst. Im Mittelalter führten eine doppelte Verteidigungsmauer und ein äußerer Graben um die Festung. Sie wurde mehrfach umgebaut, unter anderem im Jahr 1555 durch Süleyman I. An der Ostseite bildete die Festungsanlage einen Teil der Stadtmauer. Der heutige Eingang in den Festungshof liegt am Ostende der südlichen Umfassungsmauer, ursprünglich befand sich das heute zugemauerte Tor beim Uhrturm an der Südwestecke. An diese Wand ist innen eine quaderförmige Moschee (Kale Camii) angebaut, ansonsten ist der Innenhof leer. Der bis auf die Portalseite und die Fensterlaibungen ornamentlose Moscheebau wird von einem auf dem Flachdach aufgesetzten türbenartigen Aufbau aus einem Rundturm mit Kegelspitze dominiert. Zwei Pfeiler teilen den kleinen Innenraum mit einem überproportionierten Mihrab im hinteren, von der Kuppel unter der äußeren Türbe überwölbten Bereich. Die einst qualitätvolle Gestaltung des Mihrabs wurde ersetzt. Es ist die erste bekannte saltukische Moschee.
Der zylindrische Ziegelschaft des Uhrturms wird Tepsi Minare genannt. Der undatierte Turm steht auf einem hohen Steinsockel und dürfte nach seinem Stil in der zweiten Hälfte des 12. Jahrhunderts errichtet worden sein. Eine kufische Inschrift im oberen Bereich der Ziegelwand erwähnt einen Abu'l-Qasim, der gegen Ende des 11. Jahrhunderts Atabeg war. Im 17. Jahrhundert zeigten Schüsse von oben das abendliche Ende des Ramadans an. Vermutlich im 18. Jahrhundert wurde eine Glocke aufgehängt, irgendwann fiel sie herunter und verschwand mit dem Rückzug russischer Truppen 1830. Die hölzerne Kuppel stammt vom Ende des 19. Jahrhunderts, die heutige Glocke ist ein Geschenk der britischen Regierung von 1877. Die Burg ist gegen Eintritt zugänglich und lohnt sich vor allem wegen der Aussicht.

### Große Moschee

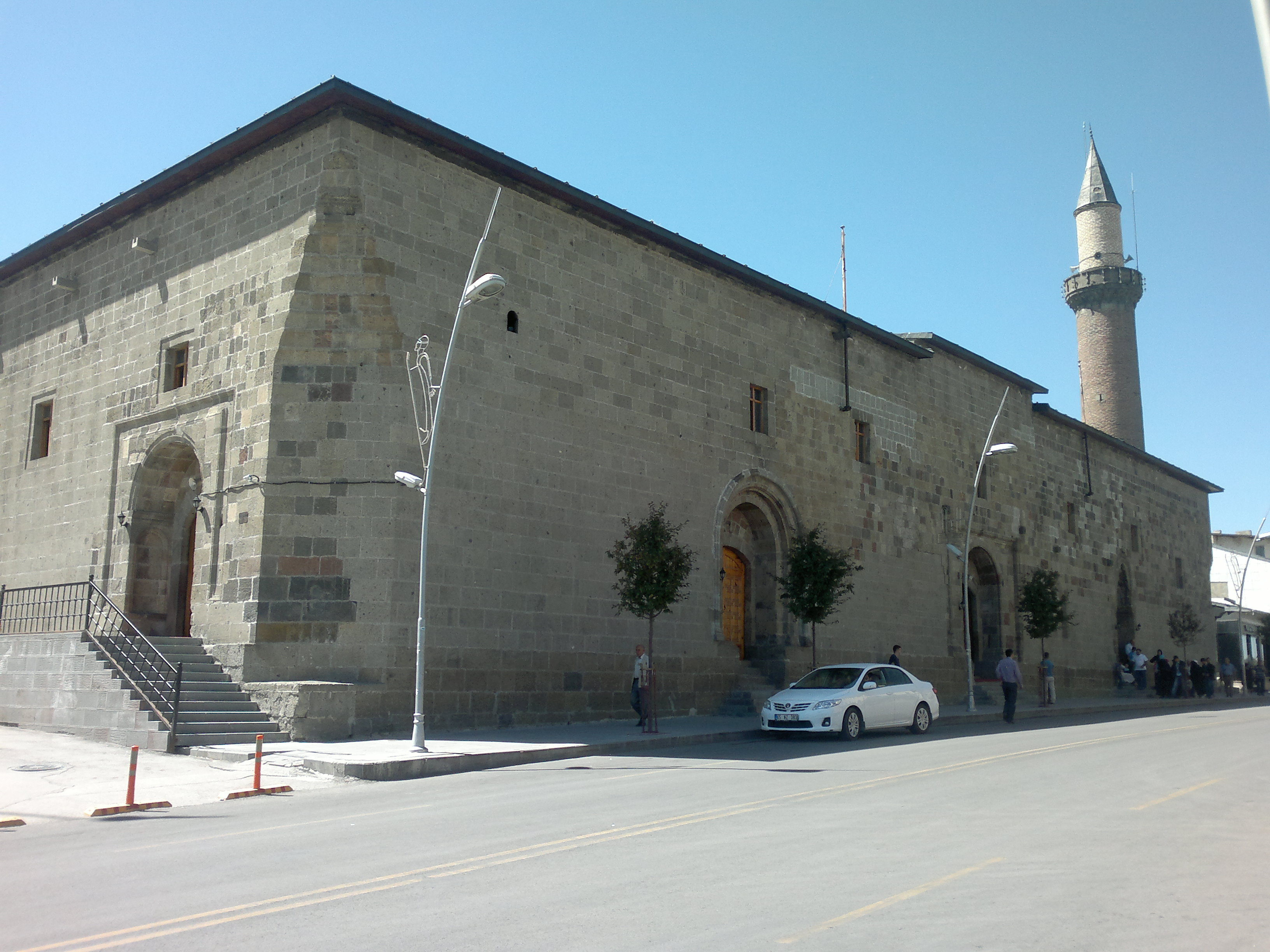
Große Moschee

Die Große Moschee (Ulu Cami) in Nachbarschaft zur Çifte Minare Medresesi stammt in ihrer heutigen Form vom Ende des 17. oder 18. Jahrhunderts, den ersten Bau ließ der saltukidische Emir der Stadt 1179 errichten. Aus dieser Zeit sind noch große Teile des Mittelschiffs und der Südwand erhalten. Ende des 19. Jahrhunderts wurde die Nordwand mit den drei Eingängen teilweise neu erstellt. 1964 brachen einige Gewölbe zusammen, die Ende der 1970er Jahre wiederaufgebaut wurden. Den Betsaal überdecken sieben Gewölbebögen in Nord-Süd-Richtung und sechs Bögen in Querrichtung, die insgesamt auf einem Wald von mächtigen Pfeilern ruhen. Das auf den zentralen Mihrab zulaufende Tonnengewölbe ist breiter als die anderen.
Das Minarett erhebt sich über einer Steinbasis in der Nordwestecke des Gebäudes. Der runde Schaft besteht aus einem einheitlichen Ziegelmauerwerk und war 1978 nur bis zur Balkonbrüstung (şerefe) erhalten. Die schlankere Weiterführung des Turms und das Kegeldach wurden in den Jahren danach erneuert.

## Söhne und Töchter der Stadt
- Mehmed Şükrü Pascha (1856–1916), Brigadegeneral der türkischen Armee
- Johannes Avetaranian (1861–1919), christlicher Missionar in Xinjiang
- Vartkes Serengülian (1871–1915), osmanisch-armenischer Parlamentsabgeordneter
- Robert Chambers (1881–1957), Zellphysiologe und Biophysiker
- Guregh Hovhannes Zohrabian (1881–1972), armenisch-katholischer Weihbischof in Kilikien
- Kara Fatma (1888–1955), türkische Soldatin, Kommandeurin und Nationalheldin
- Cemal Gürsel (1895–1966), vierter Präsident der Republik Türkei
- Kurken Yanikian (1895–1987), armenisch-amerikanischer Ingenieur und Autor
- Markos Vafiadis (1906–1992), griechischer Politiker und Offizier
- Rıfkı Danışman (1924–2018), Politiker
- Metin Kaplan (* 1952), sogenannter „Kalif von Köln“
- Adnan Polat (* 1953), Präsident von Galatasaray Istanbul
- Reşit Karabacak (1954–2020), Ringer
- Recep Akdağ (* 1960), türkischer Gesundheitsminister
- Demet Sağıroğlu (* 1966), Sängerin
- Fatih Ürek (* 1966), Popmusiker
- Yakup Kadri Birinci (* 1967), Skirennläufer
- Erdal Erzincan (* 1971), Musiker
- Özgür Gürerk (* 1975), Ökonom und Hochschullehrer
- Abdulkadir Kuzey (* 1991), Fußballspieler
- Emre Faner (* 1994), Eishockeyspieler
- Murat Paluli (* 1994), Fußballspieler
- Fatih Arda İpcioğlu (* 1997), Skispringer
- Muhammed Ali Bedir (* 2000), Skispringer
- Furkan Akar (* 2002), Shorttracker